# پفنستاک
پفنستاک (به لاتین: Pfannenstock) یک کوه در سوئیس است که در کانتون اشووتس واقع شده‌است. پفنستاک ۲٬۵۷۳ متر بالاتر از سطح دریا واقع شده‌است.